# Тюфякин, Михаил Васильевич
Князь Михаил Васильевич Тюфякин († 22 октября 1578) — голова, наместник и воевода в правление царя Ивана Васильевича Грозного.
Рюрикович в XXI колене, старший сын дмитровского дворянина князя Василия Борисовича Тюфяки Оболенского. Младшие братья — князья Василий, Фёдор, Семён и Никита.

## Биография
В 1564 году — второй воевода передового полка, стоял в Вязьме и во Ржеве, пристав у татарского царевича Ибака. В 1570 году — воевода в Карачеве, в 1571 году — столичный голова Крымской стороны, т.е. заведовал всеми сторожами от Крымской Украины.
В 1572-1573 годах — наместник в Стародубе Северском, в 1573 году участвовал в ливонском походе вторым воевода левой руки. В 1574 году — воевода на Пайде и в походе под Пернов второй воевода большого полка.
В 1575 году после взятии русским войсками Пернова оставлен в нём вторым воеводой. В 1575-1576 годах — воевода на Данкове, затем участвовал в походе на Ливонию 2-й воевода большого полка, в 1577 году — в ливонском походе из Юрьева — второй воевода левой руки.
В 1578 году участвовал в походе к Полчеву 2-й воевода сторожевого полка, по взятии Полчева идёт на замок Оберпален, который русские воеводы взяли и двинулись дальше на Кесь (Венден). 21-22 октября 1578 года в битве под Венденом русская рать под командованием боярина князя Ивана Юрьевича Булгакова-Голицына потерпела поражение от объединенного польско-литовско-шведского войска под предводительством Андрея Сапеги и Юргена Боя. Ночью главные воеводы, князь И. Ю. Голицын, окольничий Ф. В. Шереметев, князь А. Д. Палецкий и дьяк А. Я. Щелкалов, отступили со своими полками с поля боя в Дерпт. В укрепленном лагере под Венденом остались только воеводы князья Василий Андреевич Сицкий, Пётр Иванович Татев, Пётр Иванович Хворостинин, Михаил Васильевич Тюфякин и Михаил Фёдорович Гвоздев-Ростовский со своими отрядами. В сражении погибли воеводы князья Василий Сицкий и Михаил Тюфякин, а князья Пётр Татев, Пётр Хворостинин и М. Ф. Гвоздев-Ростовский были взяты в плен. В плену также оказался младший брат Михаила Тюфякина — князь Семён Тюфякин.
Единственный сын — князь Василий Михайлович Тюфякин, стольник (1627—1640).

## Критика
Историк Сергей Михайлович Соловьёв оспаривает смерть князя Михаила Васильевича под Вендетом (Кесью), он утверждает, что из текста источника приводимым историком Николаем Михайловичем Карамзиным, нельзя сделать такого заключения.